# Марко Павићевић (фудбалер)
Марко Павићевић (Горњи Милановац, 3. септембар 1986) je српски фудбалер који наступа за канадски клуб Српски бели орлови.

## Каријера
Павићевић је каријеру започео у родном Такову, 2003. године. Прешао је у Севојно 2006. где је провео наредне четири и по године када се, у лето 2010. године, клуб фузионисао са ужичком Слободом. Пре фузије, са Севојном је играо квалификационе утакмице за Лигу Европе против Каунаса и Лила.
У лето 2011. отишао је у иностранство да игра у кипарској Првој лиги са Етникос Ахном.
После једне сезоне на Кипру, вратио се у српски фудбал где је играо за Борац из Чачка и учествовао у финалу Купа Србије 2011/12, где је Црвена звезда победила Борац. После двогодишњег боравка у другом рангу Србије, вратио се у Суперлигу 2014. године потписавши уговор са Вождовцем.
У лето 2014. Павићевић се преселио у иностранство (у Грчку) где је провео три и по године у неколико различитих клубова. Његов први ангажман био је у грчкој другој лиги са Ермионидом. У својој дебитантској сезони са Ермионидом, наступио је на 29 мечева и постигао 15 голова. Остао би у другом рангу потписом са Ахарнаикосом 2015. После две сезоне у другом рангу Грчке, Павићевић је обезбедио уговор са Кавалом у грчкој трећој лиги.
У свом кратком мандату са Кавалом, постигао је осам голова пре него што је ослобођен у зиму 2016. До краја сезоне 2016-17 играо је са ривалом у лиги Докса Драма. Након завршетка сезоне, одиграо је последњу сезону у Грчкој са Родосом за сезону 2017-18.
После дугог боравка у Грчкој, вратио се у највиши ранг своје земље у зиму 2018. да би потписао уговор са бившим клубом Вождовац. У лето 2018. прешао је у ОФК Титоград Прве лиге Црне Горе. У својој дебитантској сезони у Црној Гори наступио је на 34 утакмице и постигао 11 голова. Добио је још једну прилику у Суперлиги Србије следеће сезоне са Напретком Крушевац.
2021. године се вратио у српску другу лигу и обезбедио уговор са ФК Колубара. 19. августа 2021. потписао је за ОФК Београд.
У лето 2022. потписао је уговор са Српским белим орловима из Канадске фудбалске лиге. За Беле орлове је дебитовао 30. јула 2022. против ФК БГХЦ где је забележио два гола. Помогао је Србима да обезбеде титулу у регуларном делу сезоне, укључујући и пласман у плеј-оф. Павићевић је играо у другом колу постсезоне против ФК Континенталса где су Бели орлови елиминисани. Срби би завршили кампању 2023. као другопласирани тим (испод првопласираног Скарбора) у регуларној сезони.
Павићевић се вратио за сезону 2024. и помогао Белим орловима да освоје Ројални CSL куп против Скарбора, дајући оба гола.